# Tanute
Tanute är en ort i Mexiko.   Den ligger i kommunen Aquismón och delstaten San Luis Potosí, i den centrala delen av landet, 250 km norr om huvudstaden Mexico City. Tanute ligger 67 meter över havet och antalet invånare är 1 424.
Terrängen runt Tanute är kuperad åt sydväst, men åt nordost är den platt. Runt Tanute är det ganska tätbefolkat, med 120 invånare per kvadratkilometer. Närmaste större samhälle är Tampate, 2,2 km sydost om Tanute. Omgivningarna runt Tanute är en mosaik av jordbruksmark och naturlig växtlighet.